# Myriangium hispanicum
Myriangium hispanicum är en svampart som beskrevs av J.B. Martínez 1931. Myriangium hispanicum ingår i släktet Myriangium och familjen Myriangiaceae.   Inga underarter finns listade i Catalogue of Life.